# Temporada 1990-91 de los Minnesota Timberwolves
La temporada 1990-91 fue la segunda de los Minnesota Timberwolves en la NBA, tras la ampliación de la liga de 25 a 27 equipos, entrando a formar parte de la misma junto a los Orlando Magic. La temporada regular acabó con 29 victorias y 53 derrotas, ocupando el undécimo puesto de la conferencia Oeste, no logrando clasificarse para los playoffs.

## Elecciones en elDraft
| Ronda | Puesto | Jugador        | Posición | Nacionalidad   | Universidad |
| ----- | ------ | -------------- | -------- | -------------- | ----------- |
| 1     | 6      | Felton Spencer | Pívot    | Estados Unidos | Louisville  |
| 1     | 20     | Gerald Glass   | Escolta  | Estados Unidos | Mississippi |

## Temporada regular
| División Medio Oeste   | División Medio Oeste | División Medio Oeste | División Medio Oeste | División Medio Oeste | División Medio Oeste | División Medio Oeste | División Medio Oeste | División Medio Oeste |
| Equipo                 | G                    | P                    | %                    | PD                   | Casa                 | Fuera                | Div                  |                      |
| ---------------------- | -------------------- | -------------------- | -------------------- | -------------------- | -------------------- | -------------------- | -------------------- | -------------------- |
| y-San Antonio Spurs    | 55                   | 27                   | .671                 | —                    | 33–8                 | 22–19                | 20–8                 |                      |
| x-Utah Jazz            | 54                   | 28                   | .659                 | 1                    | 36–5                 | 18–23                | 21-7                 |                      |
| x-Houston Rockets      | 52                   | 30                   | .634                 | 3                    | 31-10                | 21–20                | 20-8                 |                      |
| Orlando Magic          | 31                   | 51                   | .378                 | 24                   | 24-17                | 7–34                 | 13–15                |                      |
| Minnesota Timberwolves | 29                   | 53                   | .354                 | 26                   | 21-20                | 8-33                 | 9-19                 |                      |
| Dallas Mavericks       | 28                   | 54                   | .341                 | 27                   | 20-21                | 8–33                 | 7-21                 |                      |
| Denver Nuggets         | 20                   | 62                   | .244                 | 35                   | 17-24                | 3-38                 | 8–20                 |                      |

## Estadísticas
| Rk | Jugador         | Edad | P  | PT | MP   | TC  | TCI  | %TC  | T3  | T3I | %T3  | TL  | TLI | %TL  | RO  | RD  | RT  | AS  | RB  | TAP | BP  | FP  | PTS  |
| -- | --------------- | ---- | -- | -- | ---- | --- | ---- | ---- | --- | --- | ---- | --- | --- | ---- | --- | --- | --- | --- | --- | --- | --- | --- | ---- |
| 1  | Tyrone Corbin   | 28   | 82 | 82 | 39.0 | 7.2 | 16.0 | .448 | 0.0 | 0.1 | .200 | 3.6 | 4.5 | .798 | 2.3 | 4.9 | 7.2 | 4.2 | 2.0 | 0.6 | 2.5 | 3.1 | 18.0 |
| 2  | Pooh Richardson | 24   | 82 | 82 | 38.5 | 7.7 | 16.5 | .470 | 0.5 | 1.6 | .328 | 1.1 | 2.0 | .539 | 1.0 | 2.5 | 3.5 | 9.0 | 1.6 | 0.2 | 2.1 | 1.4 | 17.1 |
| 3  | Sam Mitchell    | 27   | 82 | 60 | 38.1 | 5.4 | 12.3 | .441 | 0.0 | 0.1 | .000 | 3.7 | 4.8 | .775 | 2.3 | 4.0 | 6.3 | 1.6 | 0.8 | 0.7 | 1.3 | 4.1 | 14.6 |
| 4  | Tony Campbell   | 28   | 77 | 71 | 37.6 | 8.5 | 19.5 | .434 | 0.2 | 0.8 | .262 | 4.6 | 5.8 | .803 | 2.1 | 2.4 | 4.5 | 2.8 | 1.6 | 0.6 | 2.5 | 2.6 | 21.8 |
| 5  | Felton Spencer  | 23   | 81 | 46 | 25.9 | 2.4 | 4.7  | .512 | 0.0 | 0.0 | .000 | 2.2 | 3.1 | .722 | 3.4 | 4.6 | 7.9 | 0.3 | 0.6 | 1.5 | 1.0 | 4.2 | 7.1  |
| 6  | Randy Breuer    | 30   | 73 | 44 | 20.6 | 2.7 | 6.0  | .453 | 0.0 | 0.0 |      | 0.5 | 1.1 | .443 | 1.6 | 3.2 | 4.7 | 1.0 | 0.5 | 1.1 | 0.9 | 1.8 | 5.9  |
| 7  | Tod Murphy      | 27   | 52 | 19 | 20.4 | 1.7 | 4.4  | .396 | 0.0 | 0.3 | .059 | 1.3 | 2.0 | .667 | 1.8 | 3.1 | 4.9 | 1.2 | 0.5 | 0.4 | 0.6 | 1.9 | 4.8  |
| 8  | Scott Brooks    | 25   | 80 | 0  | 12.3 | 2.0 | 4.6  | .430 | 0.6 | 1.7 | .333 | 0.8 | 0.9 | .847 | 0.4 | 0.6 | 0.9 | 2.6 | 0.7 | 0.1 | 0.6 | 1.5 | 5.3  |
| 9  | Gerald Glass    | 23   | 51 | 3  | 11.9 | 2.9 | 6.7  | .438 | 0.0 | 0.3 | .118 | 1.0 | 1.5 | .684 | 1.1 | 0.9 | 2.0 | 0.8 | 0.5 | 0.2 | 0.8 | 1.5 | 6.9  |
| 10 | Doug West       | 23   | 75 | 1  | 11.0 | 1.6 | 3.3  | .480 | 0.0 | 0.0 | .000 | 0.8 | 1.1 | .690 | 0.7 | 1.1 | 1.8 | 0.6 | 0.5 | 0.3 | 0.5 | 1.5 | 3.9  |
| 11 | Bob Thornton    | 28   | 12 | 1  | 9.2  | 0.3 | 1.1  | .308 | 0.0 | 0.0 |      | 0.7 | 0.8 | .800 | 0.1 | 1.2 | 1.3 | 0.1 | 0.0 | 0.3 | 0.8 | 1.5 | 1.3  |
| 12 | Richard Coffey  | 25   | 52 | 1  | 6.2  | 0.5 | 1.4  | .373 | 0.0 | 0.0 | .000 | 0.2 | 0.4 | .545 | 0.8 | 0.7 | 1.5 | 0.1 | 0.1 | 0.1 | 0.1 | 0.9 | 1.3  |
| 13 | Jim Thomas      | 30   | 3  | 0  | 4.7  | 0.3 | 1.3  | .250 | 0.0 | 0.0 |      | 0.0 | 0.0 |      | 0.0 | 0.0 | 0.0 | 0.3 | 0.3 | 0.0 | 0.3 | 0.0 | 0.7  |
| 14 | Dan Godfread    | 23   | 10 | 0  | 2.0  | 0.5 | 1.2  | .417 | 0.0 | 0.1 | .000 | 0.3 | 0.4 | .750 | 0.0 | 0.2 | 0.2 | 0.0 | 0.1 | 0.4 | 0.0 | 0.5 | 1.3  |

## Galardones y récords
| Jugador        | Galardón                                |
| Felton Spencer | 2.º Mejor quinteto de rookies de la NBA |